# Grafenrheinfeld
Grafenrheinfeld település Németországban, azon belül Bajorországban. Lakosainak száma 3511 fő (2023. december 31.).

## Népesség
A település népessége az elmúlt években az alábbi módon változott:
| Lakosok száma | 1121 | 1817 | 3117 | 2918 | 3464 | 3421 | 3415 | 3382 | 3467 | 3511 |
|               | 1875 | 1950 | 1975 | 1987 | 2012 | 2014 | 2016 | 2017 | 2021 | 2023 |